# Aeroportul Frank País
Aeroportul Frank País (IATA: HOG, ICAO: MUHG) este un aeroport din Holguín Province⁠(d), Cuba ce deservește zona Holguín. A fost deschis în 30 octombrie 1930.
Situat la o altitudine de 110 m, aeroportul dispune de 1 pistă. Este operat de Empresa Cubana de Aeropuertos y Servicios Aeroportuarios⁠(d).

## Infrastructură

### Piste
Aeroportul dispune de o singură pistă. Pista 05/23 are suprafața de asfalt. 